# Leporinus striatus
Leporinus striatus, denominada popularmente boga o boguita, es una especie del género de peces de agua dulce Leporinus, la familia Anostomidae en el orden Characiformes. Habita en aguas cálidas o templado-cálidas del centro de América del Sur. Su longitud total ronda los 25 cm. Fue descrita originalmente en el año 1858 por Rudolf Kner. La localidad tipo es: «Irisanga y Caiçara, Mato Grosso, Brasil». 

## Distribución
Esta especie se encuentra en ríos de aguas tropicales y subtropicales de América del Sur, llegando por el sur hasta el sur a la cuenca del Plata, en el Brasil, Paraguay y el nordeste de la Argentina, en el río Uruguay y el río Paraná.

## Referencias

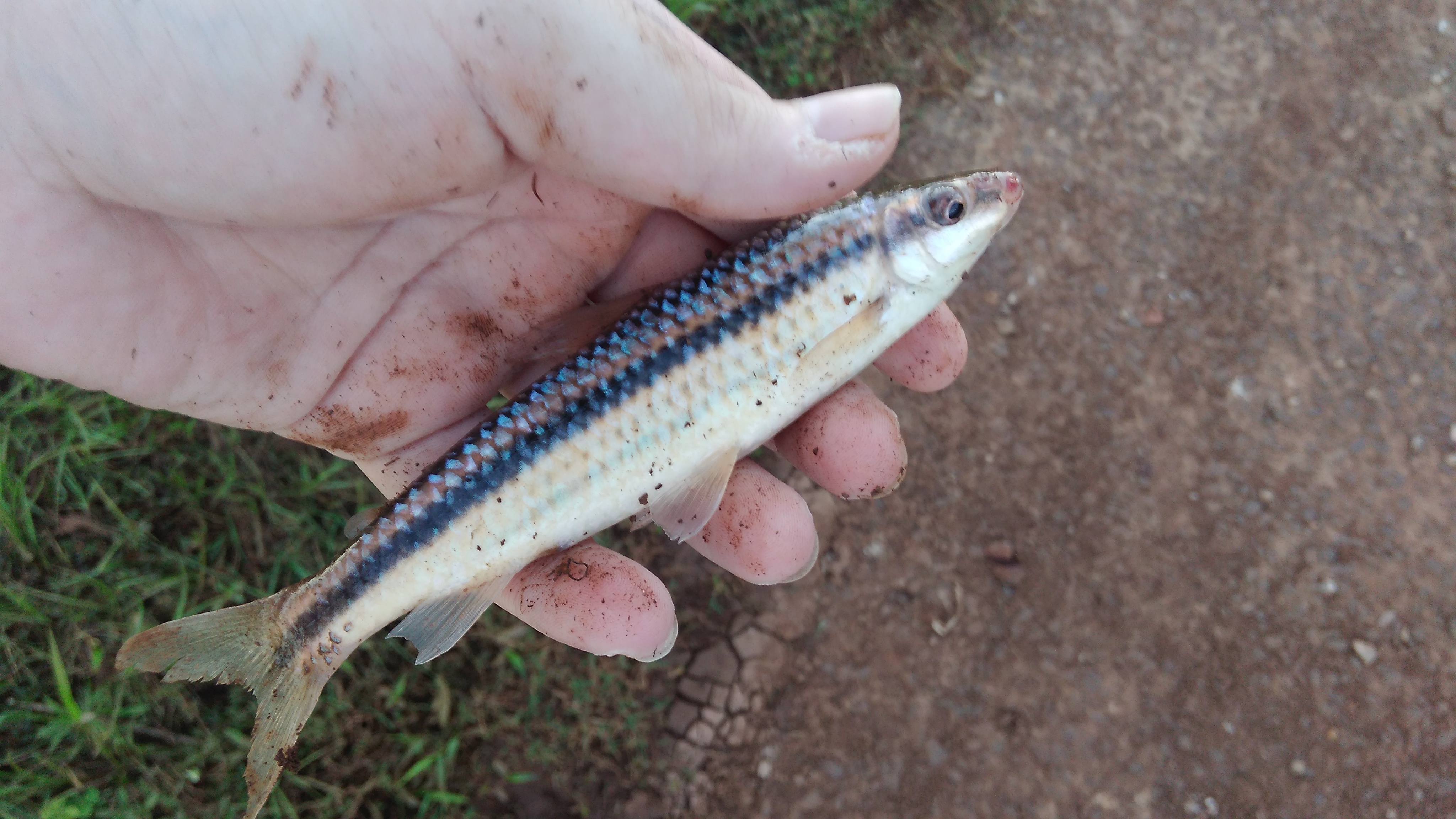
Leporinus striatus recolectado en el río Uruguay medio.